# Wedanta
Wedanta (dewanagari वेदान्त, trl. vedānta, „zwieńczenie wiedzy”) – jeden z nurtów klasycznej filozofii indyjskiej, zaliczany do tzw. sześciu ortodoksyjnych systemów (sad-darśana), opierający się na interpretacji myśli Upaniszad oraz Bhagawadgity w świetle Wedantasutry autorstwa Badarajany.
Wedanta nie jest całkowicie spójnym systemem filozoficznym, ale nurtem obejmującym wiele systemów, spośród których jedne były monistyczne (jak różne kierunki adwajty), inne pluralistyczne monizujące (jak wiśisztadwajta Ramanudźi), inne skrajnie pluralistyczne (jak dwajta Madhwy).
Niekiedy (niesłusznie) utożsamia się wedantę z jednym z jej kierunków, adwajtą.
Niektórzy współcześni myśliciele – indyjscy i zachodni (np. Paul Deussen, Rabindranath Tagore, Max Müller, Śri Aurobindo, Paul Carus, część przedstawicieli nurtu New Age) – utożsamiają wedantę, a zwłaszcza adwajtę, z filozofią wieczystą (philosophia perennis).

## Etymologia
Słowo wedanta jest zbitkiem słów weda i anta (koniec). I oznacza dosłownie „zakończenie (lub zwieńczenie) Wed”. Termin ten odnosi się także do końcowych części Wed, składających się z filozoficznych spekulacji – Upaniszad.

## Źródła myśli wedantyjskiej
Trzy teksty na których opiera się wedanta:
- Brahmasutry (Wedantasutry) – tekst uznawany za święty wyłącznie przez wedantystów, wyróżniający ją od innych kierunków myśli.
- Upaniszady – tekst uznawany za święty przez praktycznie każdego hinduistę
- Bhagawadgita – jeden z niewielu tekstów łączących praktycznie wszystkich hinduistów, jedno z głównych źródeł wiary dla wielu.

Określane są wspólnie mianem Praśtana-Trai.
Niektórzy wielcy filozofowie wedantyjscy inspirowali swą myśl dodatkowo innymi źródłami jak np. Bhagawatapurana.

## Historia
Korzenie doktryn wedantyjskich sięgają już czasów Upaniszad, a nawet wcześniejszych tekstów wedyjskich. Wedanta jako wyraźny odrębny kierunek powstała w czasie nieznanym, w IV lub VI wieku p.n.e. Założycielem tej szkoły był Badarajana, który spisał Brahmasutry. Wyłożył w niej doktryny wedanty. Jego dzieło było jednak niezwykle niezrozumiałe, co doprowadziło to rozwoju wedanty i jej podszkół.
Kolejnym wielkim filozofem wedantyjskim był Gaudapada, autor dzieła Karika, stanowiącego komentarz do Mandukja-upaniszady.
Najprawdopodobniej w ósmym wieku przypadł jednak prawdziwy rozkwit wedanty. Wówczas Adi Śankara (uczeń Gowindy Bhagawatpady – ucznia Gaudapady) założył jej główny system – adwajtę. Prowadził intensywną działalność misjonarską co doprowadziło do rozpowszechnienie jej po całych Indiach w miejsce innych dotychczas popularnych systemów takich jak np. nurty buddyzmu czy sankhja.
Popularność Adwajty nieco spadła na południu Indii w XI i XII w. na rzecz Wiśisztadwajty, głoszonej przez Ramanudźę. Wpływ Śankary zaznaczył się głównie w filozofii, natomiast Ramanudźy w religii.
W Indiach południowych w XIII w. popularność adwajty i wiśisztadwajty osłabił także Madhwa – twórca Dwajty.
W późniejszym średniowieczu powstały także inne systemy wedantyjskie, stanowiące syntezy i modyfikacje systemów dawniejszych: Dwajtadwajta założona przez Nimbarkę w Indiach południowych oraz Śuddhadwajta (Wallabha) i Aćinta Bhedabheda (Ćajtanja Mahaprabhu), które zostały założone w Indiach północno-zachodnich.
Od końca osiemnastego wieku wedanta (szczególnie adwajta) cieszy się rosnącą popularnością na Zachodzie. Ma to związek m.in. z działalnością mistrzów duchowych, organizacji hinduistycznych i ich zwolenników takich jak: Ramakryszna, Swami Wiwekananda, Ramana Mahariszi, Nisgardatta Maharadź, Paramahansa Jogananda (Self-Realization Fellowship), Sathya Sai Baba, Śirdi Sai Baba, Bhaktiwedanta Swami (Międzynarodowe Towarzystwo Świadomości Kryszny).

## Nurty i szkoły

### Adwajta

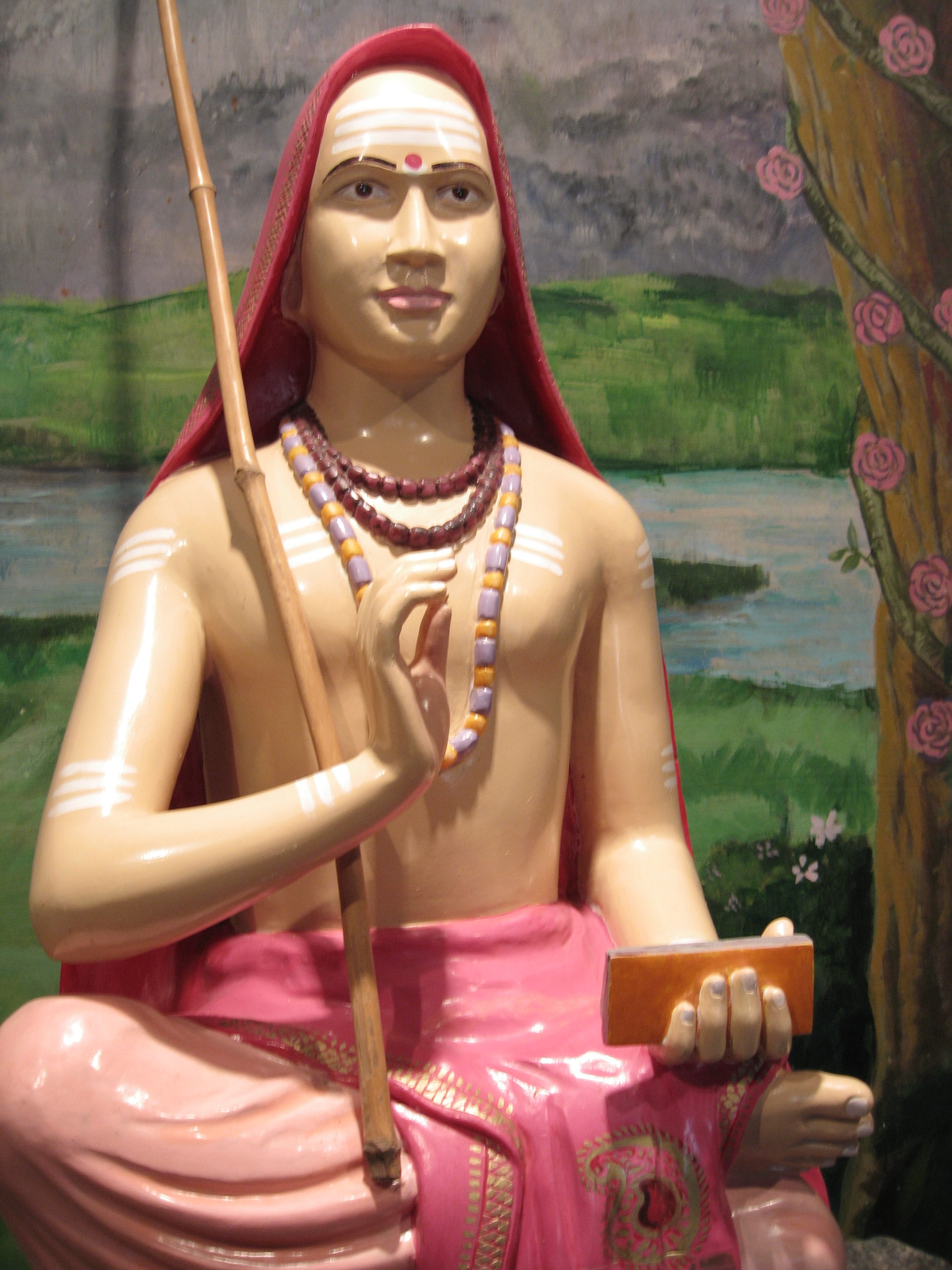
Adi Śankara – posąg w mandirze w Mysore

Doktrynę adwajty stworzył i skodyfikował Adi Śankara, choć opiera się ona na naukach, których otrzymał od swego mistrza Gowindy Bhagawatpady, a także na filozofii jego nauczyciela – Gaudapady.
Główną tezą adwajtawedanty jest całkowita jedność atmana (prawdziwej jaźni każdej żywej istoty) i Brahmana (Absolutu, Boga). Śankara uważał, że prawdziwą naturą każdego jest Brahman, jednak wszechświat, który jest mają uniemożliwia istotom dostrzeżenie tego. Poznanie prawdziwej natury można uzyskać poprzez zdobywanie wiedzy duchowej (dźńana), intensywną medytację nad własną naturą; poznanie Brahmana jest równorzędne z zespoleniem się z nim i uświadomieniem sobie prawdy o nierzeczywistości świata.
Według Śankary, w chwili uświadomienia sobie własnej brahmanicznej natury wszechświat jaki dotychczas widzieliśmy ulega unieważnieniu (badha), uważamy go za nierzeczywisty, podobnie jak w chwili przebudzania uważamy nasze sny za nierzeczywiste. Śankara uważał, że istnieją trzy poziomy rzeczywistości:
1. Istnienie pozorne – sny, halucynacje itp.
2. Istnienie empiryczne – świat który dostrzegamy na jawie
3. Istnienie absolutne – Brahman; Śankara podkreślał, że nie ma istnienia wyższego od Brahmana

Brahman jest uważany przez Śankarę za istotę najwyższą, bezforemną podtrzymującą wszechświat. Można go jednak przedstawić symbolicznie, co ma duże znaczenie przy kulcie religijnym, co (w hinduizmie) jest często praktykowane.

### Wiśisztadwajta
System wiśisztadwajta został stworzony w Indiach południowych przez Ramanudźę, który żył w jedenastym i dwunastym wieku ery chrześcijańskiej. Wywodził się z wisznuizmu. Wiśisztadwajta stanowiła „zmodyfikowany monizm”, zmodyfikowaną formę adwajty Adi Śankary. Ramanudźa kładł nacisk na Brahmana (nazywanego przez niego Wisznu) jako Boga osobowego, pełnego łaski i miłości wobec swych bhaktów. Według Ramanudźy rzeczywistość była jedna, jednak miała trzy aspekty: Brahman, materia i dusze. Ostatnie dwa były zależne od pierwszej oraz pierwsza była zależna od ostatniej. Ramanudźa odrzucił także twierdzenie o nierzeczywistości materii.
Ramanudźa uznał wiedzę duchową i czynności rytualne za skuteczne sposoby osiągnięcia zbawienia, jednak jego zdaniem najlepsze było oddanie się Bogu lub poddanie mu duszy (prapatti).
Ramanudźa był jednym z kilku wybitnych średniowiecznych teologów wisznuickich, którzy udzielili bhaktyzmowi podbudowy filozoficznej.

### Dwajta
System dwajty stworzył Madhwa Anandatirtha w XIII wieku. Rozwinął koncepcje Ramanudźy odchodząc całkowicie od monizmu. Podobnie jak Ramanudźa głosił realność trzech różnych kategorii: Boga, dusz i materii, jednak według Madhwy były to byty odrębne, natomiast Ramanudźa uważał, że tworzyły razem jedną rzeczywistość. Madhwa odrzucił doktryny Upaniszad o jedności Jaźni i Boga, interpretując je jako metafory. Madhwa uważał, że zbawienia dostępują dobre i szlachetne dusze przez łaskę Wisznu. Twórca Dwajta Wedanty wprowadził także kompletnie obcą hinduizmowi ideę wiecznego potępienia, na co mieli jego zdaniem zostać skazani niegodziwcy. Zwyczajne dusze zdaniem Madhwy podlegały po prostu transmigracji.

### Dwajtadwajta
System dwajtadwajty (dualistycznego monizmu) stworzył Nimbarka (teorie na temat dat jego życia są bardzo różne). Zgodnie z tym systemem Brahman jest najwyższym bytem, Absolutem, pełnym łaski, miłości i szczęścia. Dochodzi się do niego poprzez łaskę i oddanie się mu. Dusze i wszechświat są emanacją Brahmana, są przez niego podtrzymywane i całkowicie od niego zależne. Są jednocześnie tym samym co Brahman i różne od niego. Aby opisać stosunek między nimi używa się analogii np. Brahman jest jak Słońce, a dusze i wszechświat jak jego promienie.

### Śuddhadwajta
System śuddhadwajty (czystego monizmu) stworzył Wallabha w czternastym i piętnastym wieku. Jest on bardzo podobny do adwajty Śankary; wywodzi się z tradycji wisznuickiej. Jedyna różnica polega na tym, że śuddhadwajta nie uznaje świata za nierzeczywisty, lecz za przejaw Brahmana. Według Wallabhy wszechobecny, wszechmocny, wszechwiedzący Brahman jest jedyną prawdziwą istotą. Świat to jego przejaw, a dusze to jego części. Prawdziwą naturą każdej duszy jest Brahman. Wallabha kładł bardzo silny nacisk na oddanie się Bogu i jego łaskę jako drogę do niego.

### Aćinta Bhedabheda
System ten stworzył Ćajtanja Mahaprabhu w szesnastym wieku. Uważał on Brahmana (Wisznu) za wszechprzenikającego Boga, pełnego łaski i miłości oraz za Duszę Najwyższą, źródło innych dusz. Kładł nacisk na silne oddanie Bogu, szczególnie poprzez śpiew religijny. System Ćajtanji jest jednocześnie dualistyczny i monistyczny, podobnie jak system Nimbarki. Z dwajtadwajty właśnie zaczerpnął Ćajtanja doktryny o stosunku pomiędzy Brahmanem a duszami i materią.